# Psilocaulon
Psilocaulon es un género con 95 especies de plantas suculentas perteneciente a la familia Aizoaceae.

## Taxonomía
Psilocaulon fue descrito por el taxónomo y botánico inglés, Nicholas Edward Brown, y publicado en Gard. Chron., ser. 3, 78: 433 (1925), in clave ; N.E.Br.,  in  Burtt Davy, Pl. Transvaal 1: 49, 156-157 (1926) [descr. ampl.]. La especie tipo es: Psilocaulon articulatum (Thunb.) N.E.Br. (Mesembryanthemum articulatum Thunb.) ; Lectotypus [N.E.Br. in Phillips, Gen. S. African Fl. Pl.: 248 (1926)]

## Especies
- Anexo:Especies de Psicaulon